# Breuil-sur-Vesle
Breuil-sur-Vesle é uma comuna francesa na região administrativa do Grande Leste, no departamento de Marne. Estende-se por uma área de 6.46 km², e possui 338 habitantes, segundo o censo de 2018, com uma densidade de 52 hab/km².